# Johannes IV. (Byzanz)

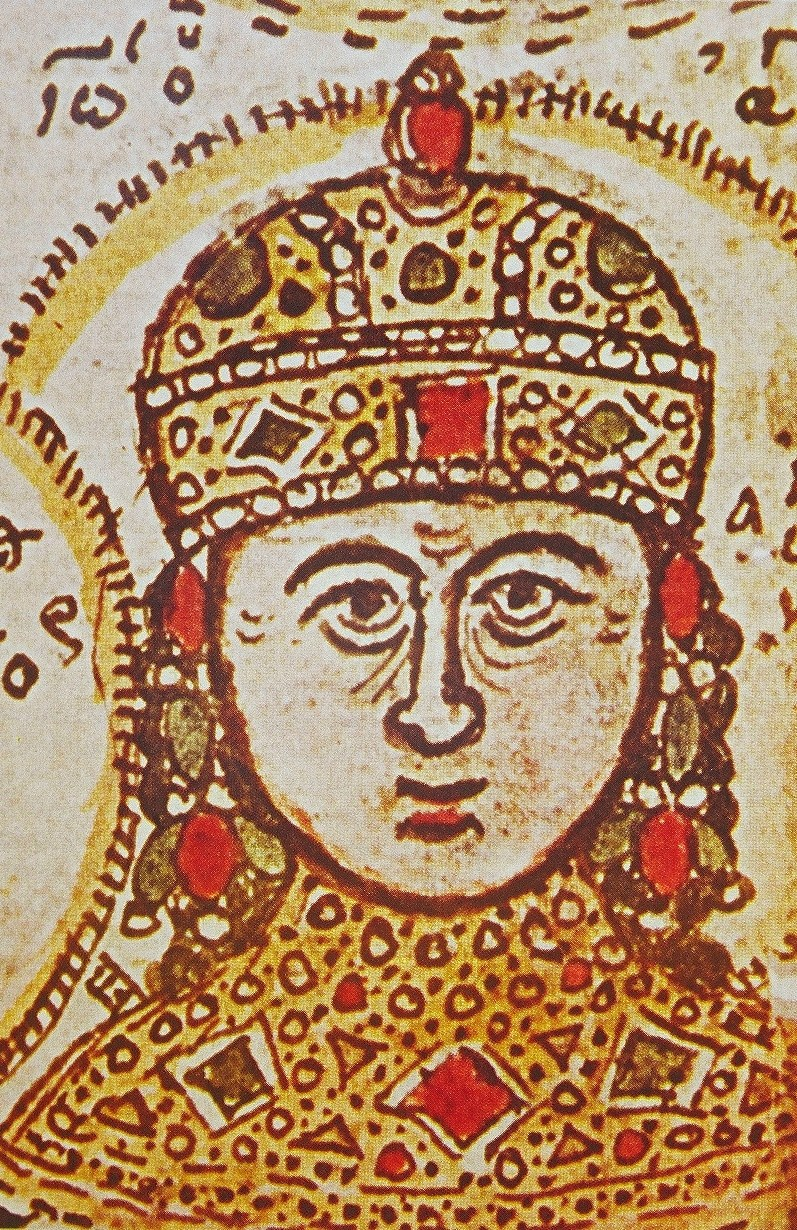
Johannes IV. Laskaris (XV Jahrhundert)

Johannes IV. Laskaris (mittelgriechisch ’Ιωάννης Δʹ Λάσκαρης; * 1250; † nach 1290) war erst acht Jahre alt, als er beim Tod seines Vaters Theodor II. zum byzantinischen Kaiser im Kaiserreich Nikaia erhoben wurde. Er war der letzte der Laskaridenkaiser, die nach der Eroberung Konstantinopels beim Vierten Kreuzzug 1204 das Kaiserreich Nikaia errichtet hatten.
Auf Grund seiner altersbedingten Unmündigkeit sollten der Patriarch Arsenios Autoreianos und der Vertraute Theodors II. Georg Muzalon die Obhut über Johannes übernehmen. Muzalon war aus Sicht der Aristokraten ein Emporkömmling und hatte wenig Rückhalt. Michael Palaiologos nutzte dies aus und ließ Ende August 1258 während eines Erinnerungsgottesdienstes für Theodor II. Muzalon töten und übernahm selbst die Regentschaft. Er ließ sich 1259 selbst zum Mit-Kaiser ausrufen und krönen. Auf seinen Befehl hin wurde Johannes nach der Rückeroberung Konstantinopels geblendet und anschließend auf einer Insel im Marmarameer gefangen gesetzt.
Über das restliche Leben von Johannes ist wenig überliefert. Es wurde jedoch berichtet, dass er noch im Jahr 1290 den Kaiser Andronikos II. anerkannt habe.